# SN 2010ic
SN 2010ic – supernowa typu II, odkryta 20 września 2010 roku w galaktyce UGC 11983.
W momencie odkrycia miała maksymalną jasność 18,00m.